# Каргополь
Ка́ргополь — исторический город на левом берегу реки Онеги в Архангельской области Российской Федерации. Административный центр Каргопольского района и Каргопольского городского поселения. Вероятный год основания — 1146. Население — 8737 чел. (2023).

## Этимология
Название города представляет собой полукальку — характерное для топонимики Русского Севера явление, когда субстратное прибалтийско-финское название переводится на русский язык наполовину. Вторая часть слова Каргополь является переведённым приб.-ф. pelda «поле», а первая часть от финского и карельского karhu — «медведь», то есть Karhupeldo — «медвежья сторона», что в итоге и превратилось в Каргополе.

## История
По данным археологов древнейшие поселения человека в этом районе относятся к 4-му тысячелетию до н. э., к периоду неолита. Археологи насчитывают в Каргопольщине более 50 древних стоянок. Все стоянки расположены вблизи озёр или на холмах вдоль рек. Население их было малочисленным, не более 25—30 человек. Все принадлежали к одному и тому же роду. Основным занятием было рыболовство и охота на водоплавающую птицу.
К приходу новгородцев — первых русских поселенцев за Ладогой и озером Онего Каргопольский край был заселён угро-финскими племенами. Память об угро-финских племенах сохранилась в наименованиях рек, озёр, урочищ: Тихманга, Ухта, Ловзанга, Пилегма, Лекшма и др.

### От первого упоминания до XVII века
Первым постарался выяснить время появление города Г. Р. Державин, он писал следующее: «Начало построения города сего древность от нас скрыла, что же оный из числа старинных городов доказывает сие найденная в монастырских бумагах рукопись, в коей показуется, что жители сих мест… нападали на белозерские селения… всё на ходу пожигали и опустошали, и сие дотоле продолжалось, доколе князь Вячеслав, собрав войска, отразил нападение чуди и, победя, гнал оную до берегов Белого моря. На обратном пути… нашед поле, удобное для отдохновения… назвал князь оное каргиным полем и учредил на оном свой стол… россияне сделали на поле том острог, знаки коего и доныне видны». Первое упоминание относится к 1378 году, и находится в Устюжском летописце. Следующие упоминание о Каргополе в письменных источниках относится к 1380 году. В Никоновской летописи есть упоминание о том, что каргопольский князь Глеб привёл свою дружину под знамёна великого московского князя Дмитрия Донского и участвовал в Куликовской битве: «И приидоша князи белозерстии, крепцы суще и мужествени на брань, съ воинствы своими: князь Федоръ Семеновичь, князь Семенъ Михайловичь, князь Андрей Кемский, князь Глебъ Каргопольский и Цыдонский; приидоша же и Андомскиа князи…». Сам город Каргополь (в старинных актах Карго поле) упоминается в 1447 году, когда здесь нашёл убежище Дмитрий Юрьевич Шемяка, спасаясь от преследований великого князя Василия Тёмного. Нет сомнения, что Каргополь основан гораздо ранее конца XIV века. Берега реки Онеги, одного из путей в Поморье, были заняты новгородскими колонистами уже в XII веке, а в середине XIV века появились монастыри. По-видимому, первоначально каргопольское поселение зависело от Белозерского княжества, а в дальнейшем перешло под власть Новгородской республики. В Каргополе сохранился земляной вал, замыкавший с трёх сторон небольшой, квадратный в плане острог. Это место жители города называли «Городок», «Вал», «Валушки». Сейчас это городской квартал, обнесённый поросшей травой насыпью, из-за которой выглядывают крыши домов.
С подчинением Новгородской республики в 1478 году Московскому княжеству земли по реке Онеге до Белого моря составили Каргопольский уезд под управлением московского наместника.
Начиная с конца XV века Каргополь становится местом ссылки. Во времена Ивана III (1462—1505) сюда ссылали семьи пленных татарских ханов. В 1538 году в Каргополь была сослана сестра фаворита Елены Глинской по имени Агриппина. В 1587 году, во время преследования Шуйских Борисом Годуновым, в Каргополь попал князь Андрей Иванович Шуйский.
В XVI веке Каргополь был значительным торговым городом. Возведён новый острог, застроен посад. В 1506 году великий князь Иван III передал Каргополь своему сыну Василию по завещанию. В 1539 году город получил губную грамоту, представившую ему широкие права на местное самоуправление. Через Каргополь шла торговля с Поморьем солью и рыбой. Царские грамоты давали городу привилегии в торговле солью, тогда как жители Вологды и Белоозера не имели права ездить к морю и должны были покупать соль в Каргополе. Помимо соли местные купцы сплавляли лес, перекупали пушнину, поставляли железо. Окрестности города были богаты залежами железной руды.
С введением опричнины Каргополь попал в её состав. Тогда в городе насчитывалось 476 дворов тяглых людей. В 1588 году посол английской королевы Елизаветы I Джильс Флетчер, описывая ей русское государство, перечислил самые крупные и значимые города, назвав среди них Каргополь. Это было время расцвета города.
В 1607 году в Каргополь был сослан И. И. Болотников, ослеплён и утоплен.
Долгое время Каргополь оставался незащищённым и лишь после разорения Вологды в нём была построена четырёхугольная Каргопольская крепость. В дальнейшем ходе Смуты Каргополь отбил приступы «польских и литовских людей и русских воров», а в 1614 году выдержал продолжительную осаду казаков.
Весной 1648 года в Каргополе началось народное восстание против сбора старых налогов за 1647 год в тройном размере.

### Город в XVIII веке
В 1703 году Каргополь причислен к Олонецкой верфи, в 1708 — к Ингерманландской губернии. В 1727 году была выделена отдельная Новгородская губерния. В её составе Каргопольский дистрикт стал уездом в Белозерской провинции.
В 1765 году случился страшный пожар (другие крупные пожары были в 1515, 1552, 1612, 1615, 1619, 1679, 1737), испепеливший бо́льшую часть жилых и хозяйственных строений. Сгорело 9 церквей, сильно пострадал Христорождественский собор. После пожара центр города перепланирован, а улицы спрямлены. Из-за этого пожара Каргополь стал одним из первых русских городов, которые были перестроены по регулярному плану.
В 1776 году по указу Екатерины II, Каргопольский уезд вошёл в Олонецкую провинцию Новгородского наместничества. В 1784 году в ходе административных реформ из состава Петербургской губернии было выделено Олонецкое наместничество, в которое вошли 8 уездов, в том числе Каргопольский.
В 1785 году олонецкий губернатор Гавриил Державин обнаружил в одном из монастырей Каргополя рукопись. В ней говорилось, что белозерский князь Вячеслав, разбив «чудь белоглазую», нашёл «поле для отдохновения — Каргино поле» и учредил на нём свой «стол» и поставил острог. Вероятной датой этого события принят 1146 год.
В недолгое правление Павла I (1796—1801) Олонецкое наместничество было упразднено, а Каргопольский уезд возвращён в состав Новгородской губернии. С 1801 года Каргополь числился уездным городом Олонецкой губернии.

### Город на рубеже XIX—XX веков
Имелась земская больница на 45 коек, богадельня для 30 человек и детский приют с ремесленным классом, для обучения мальчиков переплётному и столярному ремёслам.
Сфера образования была представлена духовным мужским училищем (основано в 1809 году) с 51 учеником, городским 3-х классным училищем с 100 учениками, женским приходским училищем с 73 ученицами.
Домов каменных было 11, деревянных — 331, магазинов для склада товаров — 7, лавок — 37; 1 винокуренный завод, 1 водочный, 1 пивоваренный и 3 скорняжных. Производство их достигало суммы 62000 руб. Купеческих свидетельств 2-й гильдии выдано было 30, на мелочной торг — 14, промысловых — 16. Имелись Общественный банк, еженедельные базары и две ярмарки, клуб, общество улучшения народного труда в память царя-освободителя Александра II, на средства которого открыт при городском училище класс ручного труда, благотворительное общество и святодуховское приходское попечительство.

Главная отрасль промышленности — выделка беличьих мехов, которые сбывались на Нижегородской ярмарке, постепенно падала. В 1870-х годах выделывалось белки до 2 миллионов штук, к концу XIX века — не более 150 тысяч. Хотя к концу XIX века Каргополь уже не имел прежнего торгового значения, он оставался ведущим городом в губернии после Петрозаводска и Вытегры и был единственным, носившим отпечаток старинного русского города. 
В городе была пристань на реке Онеге и два плавучих моста через неё. Городской доход составлял 12 361 руб. Городской земли насчитывали 4648 десятин.
За городом располагались два монастыря, основанные, по преданию, в XIV веке: женский Успенский и мужской Спасский. Последний из них с учреждением Каргопольского викариатства Олонецкой епархии в 1911 году стал резиденцией епископов Каргопольских.
Каргополь был традиционным иконописным центром: иконы, написанные здесь, отличались особым северным письмом.

### Советская Россия
В январе 1918 года в Каргополе возникла организация РСДРП(б), была установлена советская власть. Межвоенный период ознаменовался разрушением и сносом ряда памятников традиционной для региона архитектуры. Среди них церковь Спаса на Валушках (XVII—XX века), собор Спасо-Преображенского монастыря (1717), Владимирская церковь (середина XVII века), Входоиерусалимская церковь (1732).
30 апреля 1919 года Каргопольский уезд был переведён из Олонецкой губернии в состав Вологодской губернии.
- 1929—1936 — районный центр Северного края;
- 1936—1937 — районный центр Северной области;
- с 1937 года — районный центр Архангельской области;
- 1963—1965 — центр Каргопольского сельского района.

В 1937—1940 годы в Каргополе находилось управление Каргопольлага, заключённые которого занимались лесозаготовками. В 1940-е годы к западу от города построен аэропорт.

## География
Город расположен на левом берегу реки Онеги, в 3 километрах от истока её из озера Лаче, в 80 км от железнодорожной станции Няндома, в 493 км от Архангельска. Расстояние до Москвы 831 км.

### Климат
- Среднегодовая температура воздуха — 1,5 °C (1960−1980), 2,1 °C (1980−2000)
- Относительная влажность воздуха — 79,8 %
- Средняя скорость ветра — 2,7 м/с

| Показатель                            | Янв.  | Фев.  | Март | Апр. | Май | Июнь | Июль | Авг. | Сен. | Окт. | Нояб. | Дек. | Год |
| ------------------------------------- | ----- | ----- | ---- | ---- | --- | ---- | ---- | ---- | ---- | ---- | ----- | ---- | --- |
| Средняя температура, °C               | −11,9 | −10,3 | −4,6 | 2,3  | 9,0 | 14,7 | 17,1 | 13,9 | 8,8  | 2,6  | −5    | −9,1 | 2,4 |
| Источник: NASA. База данных RETScreen |       |       |      |      |     |      |      |      |      |      |       |      |     |

| Показатель                                                                                            | Янв.  | Фев.  | Март | Апр.  | Май   | Июнь | Июль | Авг. | Сен. | Окт. | Нояб. | Дек.  | Год   |
| --- | ----- | ----- | ---- | ----- | ----- | ---- | ---- | ---- | ---- | ---- | ----- | ----- | ----- |
| Абсолютный максимум, °C                                                                               | 7,0   | 9,0   | 12,9 | 25,8  | 28,9  | 35,1 | 34,0 | 32,8 | 26,1 | 21,0 | 13,2  | 8,5   | 35,1  |
| Средний суточный максимум, °C                                                                         | −9,2  | −7,6  | −0,6 | 6,5   | 14,2  | 19,2 | 21,9 | 18,8 | 12,7 | 5,1  | −2,4  | −7    | 6,1   |
| Средняя температура, °C                                                                               | −12,5 | −11,3 | −5   | 1,9   | 9,1   | 14,3 | 16,9 | 14,0 | 8,7  | 2,5  | −4,7  | −9,8  | 2,1   |
| Средний суточный минимум, °C                                                                          | −16,7 | −15,8 | −9,8 | −3    | 3,3   | 8,5  | 11,4 | 9,3  | 4,9  | −0,2 | −7,6  | −13,5 | −2,3  |
| Абсолютный минимум, °C                                                                                | −43,5 | −39   | −31  | −20,8 | −10,4 | −3,9 | 0,9  | −4   | −7,4 | −20  | −31,7 | −43   | −43,5 |
| Норма осадков, мм                                                                                     | 46    | 38    | 39   | 47    | 57    | 63   | 68   | 82   | 60   | 61   | 58    | 48    | 665   |
| Источник: Каргополь, Российская федерация. Архив климатических данных. Архивировано 27 мая 2012 года. |       |       |      |       |       |      |      |      |      |      |       |       |       |

## Население
| 1856    | 1858    | 1867    | 1897    | 1913    | 1926    | 1931    | 1939    | 1959    | 1970    | 1979    |
| ------- | ------- | ------- | ------- | ------- | ------- | ------- | ------- | ------- | ------- | ------- |
| 2000    | ↗2068   | ↘1946   | ↗3057   | ↗4000   | ↘3400   | ↗3900   | ↗6300   | ↗8650   | ↗11 427 | ↘10 749 |
| 1989    | 1992    | 1996    | 1998    | 2000    | 2001    | 2002    | 2003    | 2005    | 2006    | 2007    |
| ↗12 495 | ↗13 100 | ↗13 300 | ↘11 700 | →11 700 | ↘11 500 | ↘11 192 | ↗11 200 | ↘11 100 | ↘11 000 | ↘10 900 |
| 2008    | 2009    | 2010    | 2011    | 2012    | 2013    | 2014    | 2015    | 2016    | 2017    | 2018    |
| →10 900 | ↘10 793 | ↘10 214 | ↘10 124 | ↗10 139 | ↘10 103 | ↘10 056 | ↘10 048 | ↗10 052 | ↗10 055 | ↗10 062 |
| 2019    | 2020    | 2021    | 2023    |         |         |         |         |         |         |         |
| ↘10 037 | ↘9951   | ↘8849   | ↘8737   |         |         |         |         |         |         |         |

На 1 января 2025 года по численности населения город находился на 954-м месте из 1124 городов Российской Федерации.
В 1858 году в Каргополе проживало 1065 мужчин и 1003 женщины, всего население города составляло 2068 человек. На рубеже XIX — XX веков жителей в городе было 2712; из них дворян потомственных — 130, личных — 209, духовного звания — 110, почётных граждан — 33, купцов — 74, мещан — 1570, крестьян — 370, военных служащих — 113, отставных — 31, запасных нижних чинов — 48, иностранцев — 1(немец Варнер), разночинцев — 11. Православных было 2689, католиков — 14, лютеран — 9. Церквей православных было 17 (в том числе 15 каменных), часовен 3.

### Местный говор
Местный говор относится к группе лачских говоров северного наречия. Интересно, что несмотря на близость Вологодской области, здесь уже никто не окает. В говоре местных жителей (как и в говоре коренных петербуржцев) различаются формы дательного и творительного падежей множественного числа существительных и прилагательных, а предударное о произносится как узкое «а».
По итогам переписи населения 2020 года проживали следующие национальности (национальности менее 0,1 % и другое, см. в сноске к строке «Другие»):
| Национальность | Численность, чел. | Доля     |
| -------------- | ----------------- | -------- |
| Русские        | 8460              | 95,60 %  |
| Украинцы       | 29                | 0,33 %   |
| Белорусы       | 12                | 0,14 %   |
| Другие         | 348               | 3,93 %   |
| Итого          | 8849              | 100,00 % |

## Власть и политика
В городе находится как администрация Каргопольского городского поселения, так и администрация Каргопольского муниципального района.

### Местное самоуправление
Формирование и деятельность органов местного самоуправления устанавливает устав Каргопольского городского поселения.
- Совет Каргопольского городского поселения.
- Глава городского поселения Бубенщикова Наталья Владимировна.
- Администрация Каргопольское городского поселения.

## Герб
Высочайшей императрицей Екатериной II герб был утверждён 16 августа 1781 года.

«В голубом поле лежащий в огне на дровах баран натурального цвета».
Описание герба: «В лазоревом (синем, голубом) поле серебряный, с золотыми рогами баран, лежащий на золотых головнях; всё объято червлёным (красным) с золотой тонкой каймой пламенем».
По одной из версий, изображение барана в огне символизирует связь с языческим обрядом жертвоприношения барана, что было широко распространено на Русском Севере. В некоторых приходах Каргопольского уезда существовало «баранье воскресенье», во время которого крестьяне закалывали барана и приносили в жертву Илье-пророку. Возможно, этот ритуал и был положен в основу герба 1781 года. По другой версии:

Одним из русских полков был Каргопольский, для которого была избрана эмблема жертвенного агнца — общеизвестный христианский символ. Очевидно, со знамени Каргопольского полка баран (агнец) и перекочевал в герб города.
Современный вариант герба утверждён 30 июня 2004 года (Номер в Геральдическом регистре РФ: 1511). Авторы нового герба: Константин Моченов, Галина Туник и Юрий Коржик.

## Экономика
- Молочный комбинат
- Хлебозавод
- Издаётся газета «Каргополье»

Имеются тенденции преимущественно негативной динамики экономического развития. Это связано с большим удалением от Архангельска, невысокой транспортной освоенностью территории и неконкурентоспособностью продукции предприятий. Экономика города могла бы развиваться за счёт развития лесного хозяйства или деревообрабатывающей промышленности, но из-за плохого развития транспортной инфраструктуры и удалённости от экспортных портов и рынков сбыта шансы для дальнейшего развития невелики. Богатейшие туристические возможности региона (средневековая архитектура города, деревянное зодчество, Кенозерский национальный парк) почти не используются.

## Транспорт
В центре города, на Октябрьском проспекте, находится автовокзал. Из Каргополя осуществляется автобусное пассажирское сообщение с Няндомой, где находится ближайшая железнодорожная станция, Плесецком, посёлком Конёво, Архангельском, Северодвинском, а также с населёнными пунктами Каргопольского района (по несколько раз в неделю).
Существует внутригородской автобусный маршрут № 4.

## Культура
Каргопольский государственный историко-архитектурный и художественный музей, созданный в 1919 году, имеет в своём составе 19 памятников архитектуры деревянного и каменного зодчества, из которых 17 памятников культовой архитектуры XVI—XIX веков федерального значения. В музейных экспозициях представлены: провинциальный портрет XIX века, роспись по дереву, глиняная игрушка, каргопольская вышивка, золотное шитьё, народный костюм, церковная скульптура, иконопись. Научный интерес представляют коллекции рукописных, старопечатных книг и картографическое собрание.
Фестиваль колокольной музыки «Хрустальные Звоны», организуемый Каргопольским музеем, ежегодно проводится в дни Крещения, начиная с 2005 года, на Соборной площади города. В фестивале принимают участие звонари со всей страны и из стран ближнего зарубежья. В программе фестиваля — концерты на передвижной звоннице, мастер-классы именитых звонарей, конкурсы, выставки. Кульминацией фестиваля являются колокольный концерт в ночь 18—19 января, а также проходящие в это время Великое Водоосвящение и купание в крещенской купели на реке Онеге.

## Образование
Каргопольский педагогический колледж — старейшее образовательное учреждение области, основан в 1912 году.

## Достопримечательности Каргополя
- Ансамбль Соборной площади:
  - белокаменный Христорождественский собор (1552—1562) —  Объект культурного наследия № 2910038002№ 2910038002  памятник архитектуры (федеральный)
  - Колокольня на Соборной площади (1765—1778) —  Объект культурного наследия № 2910038001№ 2910038001  памятник архитектуры (федеральный)
  - Введенская церковь (1802—1810) — сейчас Каргопольский государственный историко-архитектурный и художественный музей  Объект культурного наследия № 2910038003№ 2910038003  памятник архитектуры (федеральный)
  - Церковь Иоанна Предтечи (1740—1751) —  Объект культурного наследия № 2910038004№ 2910038004  памятник архитектуры (федеральный)
- Ансамбль Красноармейской площади:
  - Благовещенская церковь (1682—1692) —  Объект культурного наследия № 2910037001№ 2910037001  памятник архитектуры (федеральный)
  - Никольская церковь (1741) —  Объект культурного наследия № 2910037002№ 2910037002  памятник архитектуры (федеральный)
  - Церковь Рождества Богородицы (1678—1682) —  Объект культурного наследия № 2910037003№ 2910037003  памятник архитектуры (федеральный)
- Валушки, кольцо земляных валов оставшихся от давно сгоревшего острога —  Объект культурного наследия № 2910036000№ 2910036000  памятник архитектуры (региональный)
- Воскресенская церковь (конец XVII века) —  Объект культурного наследия № 2900000780№ 2900000780  памятник архитектуры (региональный)
- Церковь Сошествия Святого Духа (вторая половина XVIII века) —  Объект культурного наследия № 2900000779№ 2900000779  памятник архитектуры (региональный)
- Троицкая церковь (1790—1878) —  Объект культурного наследия № 2910040000№ 2910040000  памятник архитектуры (федеральный)
- Церковь Зосимы и Савватия на Горке (1814—1819) — сейчас Каргопольский государственный историко-архитектурный и художественный музей Объект культурного наследия № 2900040000№ 2900040000  памятник архитектуры (региональный)
- Дом Вешнякова (конец XVII — начало XVIII века) — купеческий особняк —  Объект культурного наследия № 22900000445№ 22900000445  памятник архитектуры (региональный)
- Дом-музей семьи Шевелёвых и глиняной игрушки[43] —  Объект культурного наследия № 2900000128№ 2900000128  памятник архитектуры (региональный)
- Дом-музей Николая Фёдоровича Аннина — большое этнографическое собрание
- Стоянка «Кубенино» (II—I века до н. э.), 4 км восточнее Каргополя, на восточном берегу реки Онеги —  Объект культурного наследия № 2910041000№ 2910041000

- Церковь Рождества Пресвятой Богородицы, XVII век
- Никольская (Новая торговая) площадь
- Никольская церковь, обезображенная сносом колокольни

- Христорождественский собор города Каргополя
- Воскресенская церковь
- Церковь Иоанна Предтечи

| - Соборная площадь | - Зимний Каргополь |

## Достопримечательности окрестностей Каргополя
К западу от города
- Церковь Сретения Господня и архангела Михаила в селе Красная Ляга (1655 год). Деревянная церковь, в дощатой обшивке XIX века, не подвергалась реставрации. Старейший памятник архитектуры Каргопольщины. Деревня к нашему времени исчезла, церковь стоит в небольшой роще среди полей (61°35′56″ с. ш. 38°39′39″ в. д.HGЯO).
- Деревянный храмовый комплекс в селе Лядины (Гавриловская) (61°33′38″ с. ш. 38°19′20″ в. д.HGЯO). Фотографии комплекса.
  - Пятиглавая Богоявленская (Георгиевская) церковь (1793 год), единственное сохранившееся сооружение комплекса. В 2010 году была частично разобрана для реставрации, по состоянию на июнь 2015 года отреставрирована, обшита тёсом и окрашена.
  - Покровско-Власьевская шатровая церковь (1743 год, сгорела в мае 2013 года).
  - Шатровая колокольня (XVIII век, сгорела в мае 2013 года).

К северу от города
- Деревянная шатровая церковь Иоанна Златоуста с отдельно стоящей колокольней в селе Саунино (Кипрово) (1665 год) (61°33′09″ с. ш. 38°55′43″ в. д.HGЯO). Фотографии церкви.
- Храмовый комплекс в селе Архангело (Шелоховская). Деревянная пятиглавая кубоватая церковь Архангела Михаила (1715 год) и деревянная однокупольная Сретенская церковь (1803 год). Каменная колокольня утрачена (61°54′38″ с. ш. 39°06′18″ в. д.HGЯO).
- Архитектурные памятники села Ошевенское:
  - Александро-Ошевенский монастырь. Комплекс каменных зданий: собор Успения Богородицы (1707 год), надвратная церковь Николая Чудотворца (1834 год), монастырские корпуса, остатки ограды (61°51′31″ с. ш. 38°46′50″ в. д.HGЯO). Фотографии монастыря.
  - Деревянная шатровая Богоявленская церковь с отдельно стоящей колокольней в селе Погост (1787 год) (61°51′52″ с. ш. 38°46′41″ в. д.HGЯO). Фотографии церкви.
  - Деревянная Георгиевская часовня в деревне Низ (XIX век) (61°52′52″ с. ш. 38°45′21″ в. д.HGЯO). Фотографии часовни.

К востоку от города
- Храмовый комплекс в деревне Большая Шалга (пос. Казаково). Деревянная шатровая церковь Рождества Христова (1745 год) и каменная церковь Покрова Пресвятой Богородицы (1857 год) (61°30′17″ с. ш. 39°07′01″ в. д.HGЯO).

## Народное искусство
Со второй половины XIX века на каргопольскую землю часто стали приезжать исследователи. Памятники архитектуры обмеряют, рисуют, фотографируют Ф. Ф. Горностаев и В. В. Суслов, И. Я. Билибин и И. Э. Грабарь. Сказителей и песенников записывают П. Н. Рыбников, А. Д. Григорьев, В. Ф. Миллер, Н. С. Тихонравов и А. Ф. Гильфердинг.
Собирание произведений народного искусства и фольклора ведут и местные энтузиасты. Богатую коллекцию, заложившую основу Краеведческого музея, собрал К. Г. Колпаков. Многие тысячи сказок, пословиц, заговоров, песен, частушек сохранили для потомков Е. А. Орлова и М. В. Хвалынская.
В 2007 году была открыта Библиотека Русского Севера в Каргополе. В основе её личная библиотека Г. П. Гунькина, переданная в дар музею вдовой писателя.
Каргополь известен народным художественным промыслом — каргопольской глиняной игрушкой и многими другими видами народного искусства: древнерусской живописью и скульптурой, резьбой и росписью по дереву, кубовой набойкой (крашением ткани), узорным ткачеством и вышивкой.
В конце октября 2019 года Каргополь включён в Сеть творческих городов ЮНЕСКО в области ремёсел и народного творчества.

## Города-побратимы
- Отрадное, район Москвы,  Россия

### Библиографические указатели
- Материалы к библиографии о Каргопольском крае. Выпуски 1 и 2.
  - Выпуск 1:
  - Выпуск 2: Каргопольский край. XX век. Вып. 1: 1901—1929 гг.: библиографический указатель / Сост.: С. В. Кулишова. — Каргополь, 2008. — 408 с., карта Каргопольского уезда. — 500 экз. — ISBN 978-5-85879-511-7.